# Skibstrup
Skibstrup er navnet på en bymæssig bebyggelse i Hellebæk øst for Hornbæk Plantage mellem Hornbæk og Hellebæk i Helsingør Kommune.
Skibstrup hørte oprindeligt under Tikøb sogn, senere Hornbæk-Hellebæk sogn, Lynge-Kronborg herred, Frederiksborg amt.

## Historie
Ifølge matriklen fra 1682 bestod Skibstrup da af 7 gårde med jord og 3 huse uden jord, i alt 130,0 tdr. land dyrket areal til en værdi af 32,5 tdr. htk. Driftsformen var trevangsbrug. Bønderne lod deres korn male på "Esseroms Mølle og udj Dronningens Mølle, sampt paa Helsingiørs Veyr Møller".
I forbindelse med Helsingør-Hornbæk Banens anlæggelse i 1906 (senere forlænget til Gilleleje) blev der oprettet et trinbræt ved Skibstrup. Efterfølgende voksede bebyggelsen, først langs Kattegatkysten men senere længere inde i land. Det var dog først efter Kommunalreformen i 1970, at Skibstrups marker blev inddraget i bebyggelsesudviklingen.